# Sigurður Ragnar Eyjólfsson
Sigurður Ragnar Eyjólfsson (Reykjavík, 1º dicembre 1973) è un allenatore di calcio ed ex calciatore islandese, di ruolo attaccante, tecnico del Keflavík.
In carriera ha giocato, oltre che nel campionato nazionale, in quello belga e inglese, terminando la carriera come calciatore nel 2005 e annoverando nel proprio personale palmarès due titoli di Campione d'Islanda con il KR, conquistati al termine delle stagioni di Úrvalsdeild 2002 e 2003.
Ottenuta la Licenza UEFA Pro, dal 2006 al 2013 fu responsabile tecnico della nazionale di calcio femminile dell'Islanda, per passare poi ad allenare squadre di club. Nel biennio 2017-2018 è stato responsabile tecnico della nazionale di calcio femminile della Cina.

## Palmarès

### Club
- Úrvalsdeild: 2

KR: 2002, 2003